# Étienne-Guillaume de Sénezergues
Étienne-Guillaume de Sénezergues, né le 29 août 1709 à Aurillac, en Auvergne, et mort le 13 septembre 1759 en Nouvelle-France, au Canada, est un lieutenant-colonel, brigadier, commandant en second dans l'infanterie régulière à la bataille des Plaines d'Abraham.

## Biographie
Étienne-Guillaume de Sénezergues entre dans l'armée à 15 ans, le 18 mars 1724, au régiment de La Sarre. Il obtient successivement les grades d'enseigne à la compagnie Colonelle, lieutenant en pied de la compagnie de la Chesnay en juillet 1727, capitaine en mars 1734, durant la campagne d'Italie. En janvier 1738, il était en Corse, jusqu'en avril 1741. Il combattit durant la guerre de Succession d'Autriche, sur le Rhin, et en Bavière où il fut nommé major ; il passa en Italie, puis il fut promu chef de bataillon.

## Nouvelle-France
En avril 1756, il passe en Nouvelle-France avec les renforts de troupes régulières; les premières troupe de terre étant arrivées en 1755 sous de commandement de Jean-Armand Dieskau. Il servit à la bataille de Fort Oswego en 1756, à la bataille de Fort William Henry en 1757, il obtint le rang de lieutenant-colonel et sa bravoure lui valut le grade de brigadier des armées du roi, le 10 février 1759. Durant le siège de Québec, il se conduisit en héros dans le camp de Montmorency, tenant les lignes de résistance à Beauport : il commandait 2 000 hommes environ. Lorsque M. de Lévis dut se porter sur le haut Saint-Laurent, M. de Sénezergues lui succéda comme commandant en second de M. de Montcalm.

## Le 13 septembre
Montcalm, croyant au début que les soldats anglais sur les plaines étaient une diversion et que l'attaque principale de Wolfe se ferait à Beauport, laissa Sénezergues avec assez de soldats pour protéger le flanc de Beauport. Lorsque Montcalm devait s’absenter, Sénezergues était responsable du camp. Puis lorsque Montcalm réalisa que l'attaque serait sur les plaines, il envoya le Chevalier de Johnstone avec un message pour rallier toutes les troupes qui étaient restées a Beauport ; le lieutenant-colonel Poularies avait reçu l'ordre de Vaudreuil de ne déplacer aucune troupe ; le Chevalier de Bernetz était aussi présent mais personne ne voulait contredire l'ordre de Vaudreuil. Une controverse s'ensuivit entre les différents officiers, Johnstone refusant d'amener les militaires sur les plaines comme le lui avait demandé Montcalm. On ne sait pas exactement combien de temps fut perdu. Seul Sénezergues, le commandant en second de Montcalm, pouvait prendre cette décision. Il semble que c'est Sénezergues qui déplaça les troupes sur les Plaines, car ses troupes occupaient la droite et le centre. Commandant en second de Montcalm, il prit le commandement des troupes sur les plaines d'Abraham après la blessure mortelle de ce dernier. Durant la déroute de l'armée française à la bataille des plaines d'Abraham, il essaya de regrouper les soldats, et il fut mortellement blessé sur le champ de bataille,. Il est alors remplacé par Louis-Antoine de Bougainville pour le commandement des troupes selon la Chaîne de commandement. Après la bataille, le corps de Senezergues fut emporté, par les Anglais, à l'Anse au Foulon, puis à Lévis où un hôpital de fortune fut aménagée. Les Anglais fixèrent la date de décès au 14 septembre 1759. L'endroit ou il fut inhumé n'est pas connu; il fut possiblement jeté dans le fleuve Saint-Laurent. Mais la croyance populaire fixe l'inhumation à Lévis.

## Héros méconnu
Un des héros méconnus de la Nouvelle-France; il a participé à plusieurs batailles importantes; fut commandant en second du Chevalier de Lévis qui dirigeait une attaque vers la vallée de la rivière Mohawk et Schenectady, en 1758; mais ils durent se rediriger vers le fort Carillon pour renforcer l'armée de Montcalm, après avoir appris que James Abercrombie se préparait à la bataille de Fort Carillon avec environ 16 000 hommes. À Carillon, il remplaça François Charles de Bourlamaque après la blessure de ce dernier. Montcalm et Lévis le recommandèrent au Ministère de la Guerre comme le seul capable de prendre le commandement des troupes en Nouvelle-France après la guerre.

## Hommages
Une rue a été nommée en son honneur, en 2001, dans la ville de Québec.